# دونداراچ (کارولینای شمالی)
دونداراچ (به انگلیسی: Dundarrach) شهری در ایالت کارولینای شمالی کشور ایالات متحده آمریکا است که جمعیت آن در سرشماری سال ۲۰۱۰ میلادی، ۴۱ نفر بوده‌است.